# Каменча
Каменча (рум. Camencea) — село в Оргіївському районі Молдови. Входить до складу комуни, адміністративним центром якої є село Доніч.

## Населення
За даними перепису населення 2004 року у селі проживали 956 осіб.
Національний склад населення села:
| Національність       | Кількість осіб | Відсоток   |
| -------------------- | -------------- | ---------- |
| молдавани румуни     | 944 7          | 98,7% 0,7% |
| росіяни              | 4              | 0,4%       |
| інша / без відповіді | 1              | 0,1%       |
| Всього               | 956            | 100%       |